# دكة (المقاطرة)

تعديل مصدري - تعديل

دكة هي إحدى قرى عزلة الاكاحلة بمديرية المقاطرة التابعة لمحافظة لحج، بلغ تعداد سكانها 734 نسمة حسب تعداد اليمن لعام 2004.